# Kawasaki KX
La Kawasaki KX è una categoria di motocicletta con motore a due tempi della casa motociclistica Kawasaki Heavy Industries Motorcycle & Engine presentata nel 1974 con la 125, 250 e 450, questa moto è stata prodotta in varie cilindrate (60-65, 80-85, 100, 125, 250 cm³ e 450-400-420-500).
Questa serie è stata accompagnata a partire dal 2004 dalla Kawasaki KX-F che si contraddistingue per il motore a quattro tempi.
Il nome commerciale delle Moto è KX, ma l'azienda contraddistingue le varie annate dando anche un nome ai modelli prodotti, che è costituito da altre una lettera (crescente con il proseguirsi dei modelli) per identificare il modello e un numero (KX-A1), che sta per anni di vita del modello (se un modello viene prodotto per più anni la lettera rimane la medesima, ma il numero cresce), inoltre in alcune annate possono essere presenti più varianti del modello e in questo caso si ha un'altra lettera aggiuntiva (KX-F2A).

## Versioni

### 60-65
Fu introdotta nel 1983 con la cilindrata 60, accompagnata dal modello da 65 dal 2000 e sostituita definitivamente nel 2004, il passaggio di cilindrata è stato effettuato tramite l'aumento d'alesaggio, passaggio dal motore 42,5x41,6 a 44x41,6.
Nel 1985 viene utilizzato il sistema di raffreddamento a liquido al posto del sistema ad aria,
Nel 2000 con la versione e solo per la versione 65 cm³ si passa da un sistema frenante a tamburo integrale a disco integrale e il ritorno all'uso del sistema a leveraggi,
Nel 2006 si passa da un sistema d'accensione analogico a digitale.

### 80-85
Fu introdotta nel 1979 con la cilindrata 80 e si convertì a 85 nel 2001, tramite l'aumento di alesaggio e corsa, passaggio dal motore 48x44 a 48,5x45,8.
Nel 1981 si passa da un sistema Doublecross a Monocross a leveraggi, modificato nel 1986, con lo spostamento dei leveraggi nel forcellone,
Nel 1983 viene utilizzato il sistema di raffreddamento a liquido al posto del sistema ad aria e si passa da un sistema frenante a tamburo integrale a disco anteriore, mentre nel 1988 si passa al sistema a disco integrale,
Nel 1991 si passa da un sistema d'accensione analogico a digitale,
Nel 1998 viene introdotto il sistema allo scarico KIPS (Kawasaki Integrated Powervalve System), costituito da una valvola a ghigliottina.

### 100
Fu introdotta nel 1995 e si basa sulla moto di cilindrata inferiore (80) da cui si distingue per il solo maggiore alesaggio del motore. Questo modello, esattamente come l'80, introdusse il sistema KIPS (Kawasaki Integrated Powervalve System) nel 1998. Nonostante sia leggermente più potente delle sue compagne, corre anch'essa nella categoria 85.

### 125
Si tratta di una moto destinata alle competizioni di motocross costruita a partire dal 1974. Il propulsore è un motore a due tempi, inizialmente raffreddato ad aria.
Nel 1977 non viene prodotta,
Nel 1978 viene utilizzata la valvola lamellare al posto della valvola rotante,
Nel 1980 la sospensione posteriore passa da due ammortizzatori ad un sistema monoammortizzatore a leveraggi denominato Uni-Trak.
Fu modificato nel 1986 con lo spostamento dei leveraggi nel forcellone e l'infulcramento dell'estremità' superiore dell'ammortizzatore direttamente nel telaio.
Nel 1982 si passa da un sistema frenante a tamburo integrale ad un sistema a disco anteriore e tamburo posteriore, mentre nel 1986 c'è il definitivo passaggio ad un sistema a disco integrale. Nel 1982 viene introdotto il raffreddamento a liquido.
Nel 1985 viene introdotto il sistema allo scarico KIPS (Kawasaki Integrated Powervalve System), costituito da una camera risonante e due valvole rotanti; nel 1988 viene aggiunta una terza valvola rotante; nel 1990 si ritorna allo schema di partenza; nel 1992 si usano una valvola a saracinesca (in due pezzi) e due valvole rotanti, senza camera risonante; dal 1998 si utilizza una valvola a saracinesca, aggiornata nel 2000 e 2002; infine nel 2003 si ritorna alla valvola a saracinesca sdoppiata.
Nel 1989 si passa da un sistema d'accensione con circuito dell'anticipo analogico ad uno digitale.
Nel 1990 viene anche montata una nuova forcella a steli rovesciati.
Nel 1978 si ha il primo aggiornamento del telaio telaietto, ma rimangono integrati e del tipo monotrave sdoppiato e monoculla sdoppiato, nel 1980 viene ulteriormente aggiornato, così come nel 1982 e nel 1984, nel 1986 si passa da un telaio (monoculla sdoppiato e monotrave sdoppiato) con telaietto integrato a un telaio (monoculla sdoppiato e monotrave sdoppiato) con telaietto avvitato, che vennero aggiornati nel 1988, nel 1990 viene aggiornato il telaio, che ora è un bitrave con monoculla sdoppiata (scelta che verrà ripresa, anni dopo, da tutti gli altri costruttori, ma utilizzando l'alluminio al posto dell'acciaio), viene aggiornato nel 1992, aggiornato nuovamente nel 2003.
Nel 1992 c'è il passaggio del motore dalle misure (alesaggio x corsa) 56x50,6 a 54x54,5 (quadro).
Nel 1998 l'alternatore aumenta il numero dei poli magnetici.
Nel 1999, viene adottato un carburatore munito di TPS e di un sistema di controllo della carburazione, nel 2001 si ritorna a un carburatore senza tale sensore e sistema, esattamente come negli anni passati.
Il 2005 è stato l'ultimo anno di vendita della moto in America, ma la produzione è continuata fino al 2008; in Europa è rimasta in listino fino a tale data.

### 250

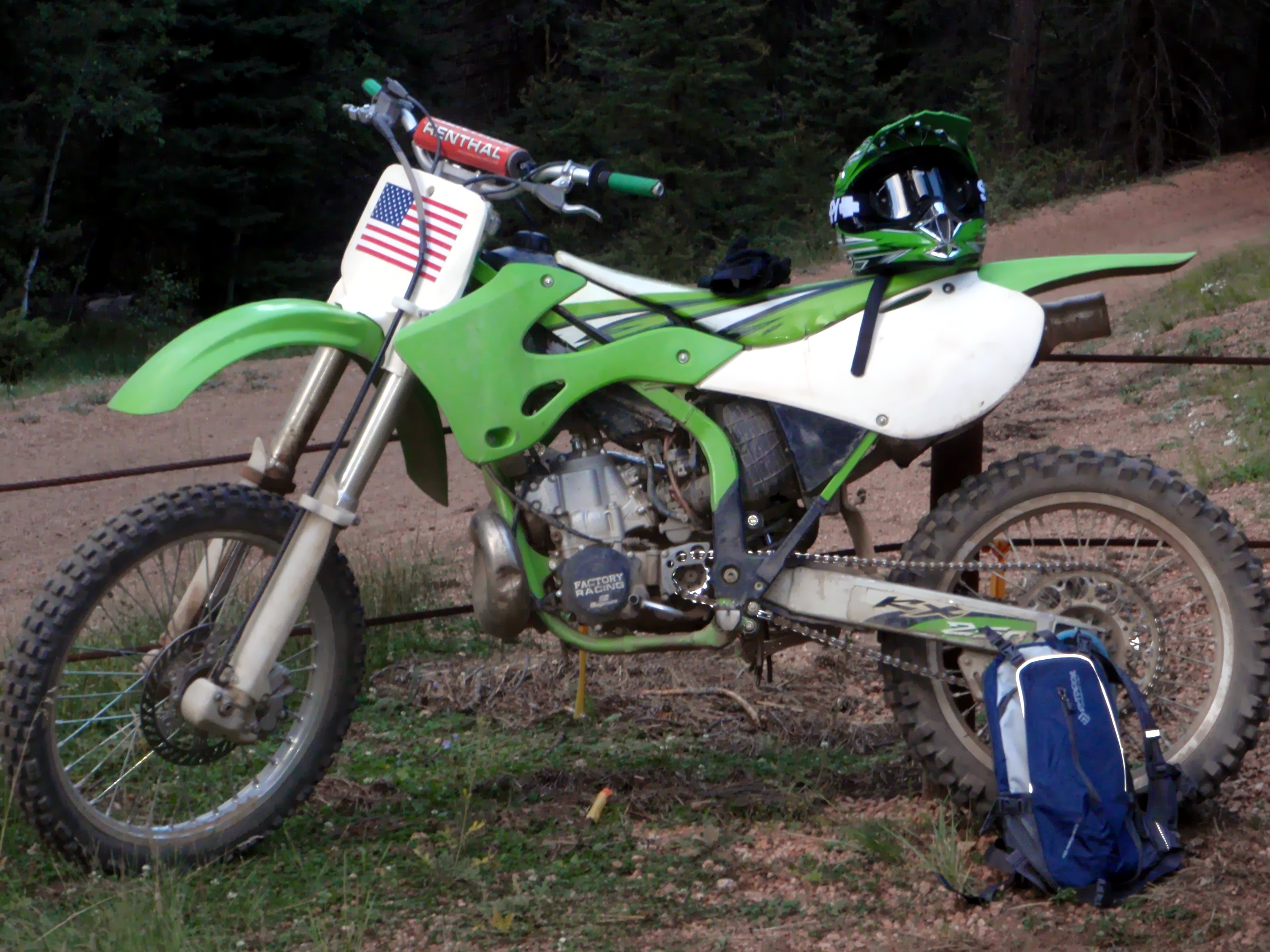
Kawasaki KX 250

Si tratta di una moto destinata alle competizioni di motocross e costruita a partire dal 1974, il propulsore è un motore a due tempi raffreddato ad aria.
Nel 1977 non viene prodotta,
Nel 1978 viene utilizzata la valvola lamellare al posto della valvola rotante,
Nel 1980 la sospensione posteriore passa da due ammortizzatori ad un sistema monoammortizzatore a leveraggi denominato Uni-Trak. Fu modificato nel 1987 con lo spostamento dei leveraggi nel forcellone e l'infulcramento dell'estremità superiore dell'ammortizzatore direttamente nel telaio.
Nel 1982 si passa da un sistema frenante a tamburo integrale ad un sistema a disco anteriore e tamburo posteriore, mentre nel 1986 c'è il definitivo passaggio ad un sistema a disco integrale.
Nel 1983 viene introdotto il raffreddamento a liquido.

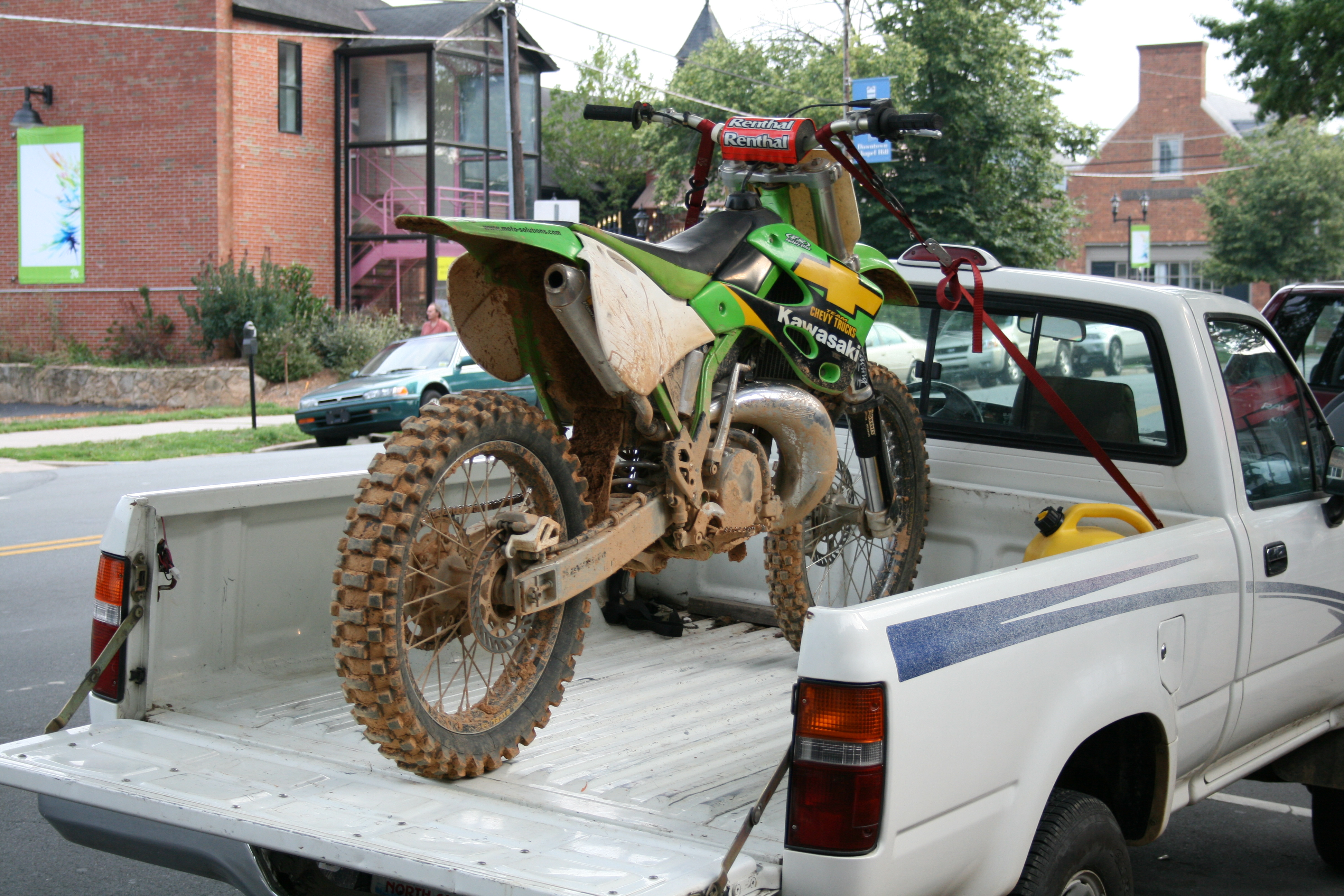
Kawasaki KX 250

Nel 1985 viene introdotta la valvola allo scarico KIPS (Kawasaki Integrated Powervalve System), costituita da una camera risonante e due valvole rotanti. Nel 1988 il sistema si aggiorna e ora si ha una terza valvola la quale è del tipo ghigliottina. Nel 1994, così come nel 2000, 2002, 2003 il sistema si aggiorna nuovamente (valvola a ghigliottina), senza mutare nel numero e tipo dei elementi: ora la valvola a ghigliottina ha una camma d'azionamento diversa dai sistemi precedenti. Nel 2005 il sistema KIPS abbandona la camera risonante e le tre valvole meccaniche diventano a ghigliottina.
Nel 1987 c'è il passaggio del motore dalle misure (alesaggio x corsa) 70x64,8 a 66,4x72 (sottoquadro).
Nel 1989 si passa da un sistema d'accensione con circuito dell'anticipo analogico ad uno digitale.
Nel 1989 viene anche montata una nuova forcella a steli rovesciati.
Nel 1978 si ha il primo aggiornamento del telaio telaietto, ma rimangono integrati e del tipo monotrave sdoppiato e monoculla sdoppiato, nel 1980 viene ulteriormente aggiornato, così come nel 1982 e nel 1985, nel 1987 si passa da un telaio (monoculla sdoppiato e monotrave sdoppiato) con telaietto integrato a un telaio (monoculla sdoppiato e monotrave sdoppiato) con telaietto avvitato, che vennero aggiornati nel 1988, nel 1990 viene aggiornato il telaio, che ora è un bitrave con monoculla sdoppiata (scelta che verrà ripresa, anni dopo, da tutti gli altri costruttori, ma utilizzando l'alluminio al posto dell'acciaio), viene aggiornato nel 1992, aggiornato nuovamente nel 2003.
Nel 1998 l'alternatore aumenta il numero dei poli magnetici.
Il 2007 è stato l'ultimo anno di commercializzazione della moto in America, ma è rimasta in commercio in Europa fino al 2008.

### 450-400-420-500

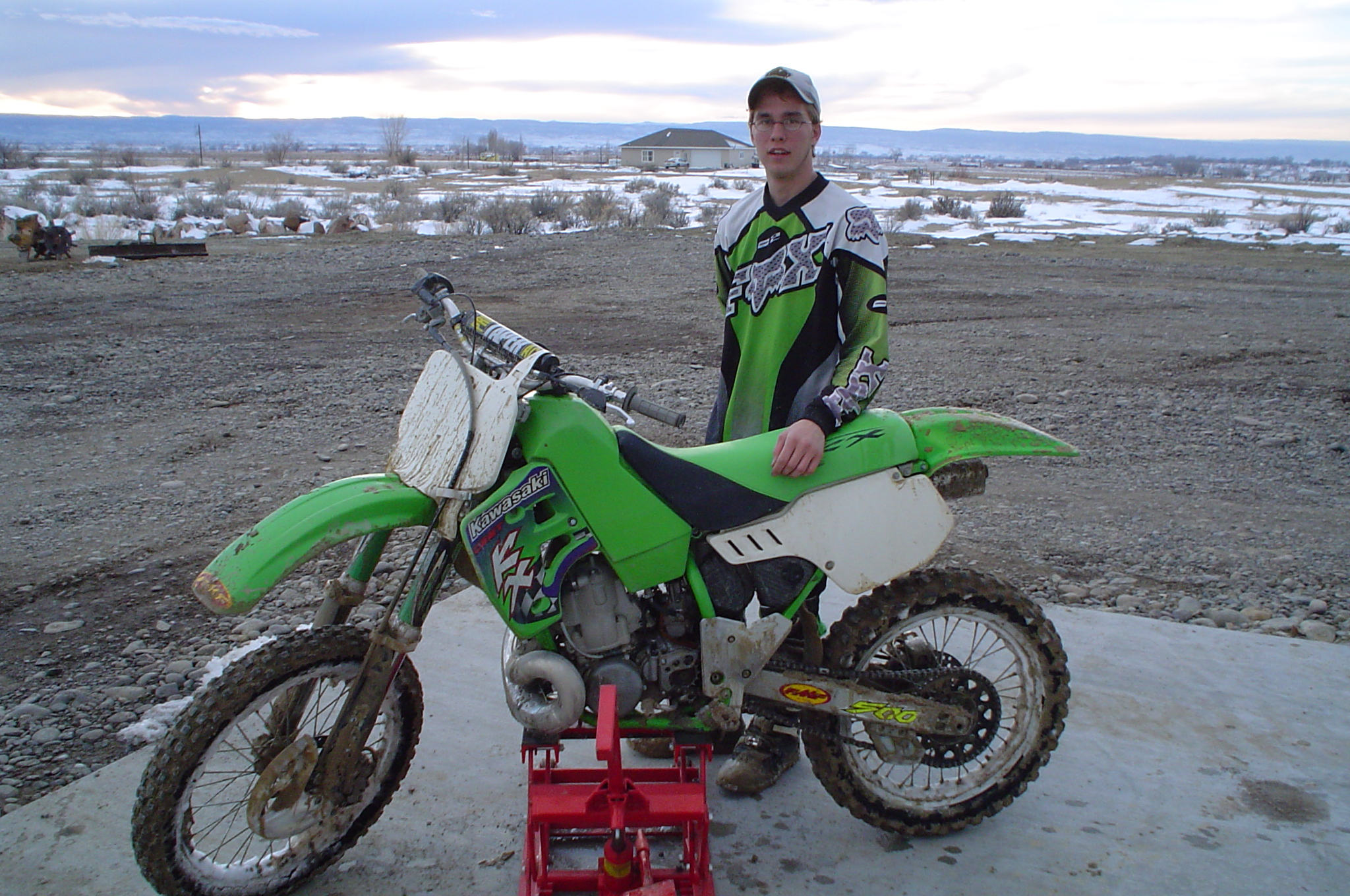
Kawasaki KX 500 ultima versione

Fu introdotta nel 1974 con la cilindrata 440 (450) e portata a 400 (400) l'anno successivo. La produzione fu sospesa dal '77 al '79, poi riprese nel 1980 nella cilindrata 420 (420) fino al 1981, riprese ancora nel 1983 dopo un anno di pausa, nella nuova cilindrata definitiva di 500 cm³. È rimasta in produzione fino al 2004.
Nel 1980 viene utilizzata la valvola lamellare al posto della valvola rotante e si passa da due ammortizzatori ad un sistema monoammortizzatore a leveraggi denominato Uni-Trak. Fu modificato nel 1987 con lo spostamento dei leveraggi nel forcellone e l'infulcramento dell'estremità' superiore dell'ammortizzatore direttamente nel telaio.
Nel 1980 si ha il primo aggiornamento del telaio telaietto, ma rimangono integrati e del tipo monotrave sdoppiato e monoculla sdoppiato, nel 1983 viene ulteriormente aggiornato, così come nel 1986, mentre nel 1987 si passa da un telaio (monoculla sdoppiato e monotrave sdoppiato) con telaietto integrato a un telaio (monoculla sdoppiato e monotrave sdoppiato) con telaietto avvitato, che vennero aggiornati nel 1988.
Nel 1983 si passa da un sistema frenante a tamburo integrale ad un sistema a disco anteriore e tamburo posteriore, mentre nel 1986 c'è il definitivo passaggio ad un sistema a disco integrale.
Nel 1985 viene utilizzato il raffreddamento a liquido.
Nel 1986 viene introdotto il sistema allo scarico KIPS (Kawasaki Integrated Powervalve System), costituito da risonatore e due valvole ruotanti. Nel 1989 il sistema si aggiorna e ora si ha una terza valvola la quale è del tipo ghigliottina.
Nel 1989 si passa da un sistema d'accensione con circuito dell'anticipo di tipo analogico ad uno digitale.
Nel 1990 viene anche montata una nuova forcella a steli rovesciati.